# Ernie Pieterse
Ernest Pieterse, detto Ernie (Parow, 4 luglio 1938 – Johannesburg, 1º novembre 2017), è stato un pilota automobilistico sudafricano.
Partecipò a 3 Gran Premi di Formula 1 tra il 1962 e il 1965 sempre alla guida di una Lotus 21 qualificandosi per la gara in 2 occasioni. Non giunse mai a punti.

## Risultati in Formula 1
| 1962 | Scuderia       | Vettura  |  |  |  |  |  |  |  |  |    |  |  | Punti | Pos. |
| ---- | -------------- | -------- |  |  |  |  |  |  |  |  | -- |  |  | ----- | ---- |
| 1962 | Pilota privato | Lotus 21 |  |  |  |  |  |  |  |  | 10 |  |  | 0     |      |

| 1963 | Scuderia       | Vettura  |  |  |  |  |  |  |  |  |  |     |  | Punti | Pos. |
| ---- | -------------- | -------- |  |  |  |  |  |  |  |  |  | --- |  | ----- | ---- |
| 1963 | Pilota privato | Lotus 21 |  |  |  |  |  |  |  |  |  | Rit |  | 0     |      |

| 1965 | Scuderia       | Vettura  |    |  |  |  |  |  |  |  |  |  |  | Punti | Pos. |
| ---- | -------------- | -------- | -- |  |  |  |  |  |  |  |  |  |  | ----- | ---- |
| 1965 | Pilota privato | Lotus 21 | NQ |  |  |  |  |  |  |  |  |  |  | 0     |      |

| Legenda | 1º posto     | 2º posto | 3º posto    | A punti         | Senza punti/Non class.  | Grassetto – Pole position Corsivo – Giro più veloce |
| Legenda | Squalificato | Ritirato | Non partito | Non qualificato | Solo prove/Terzo pilota | Grassetto – Pole position Corsivo – Giro più veloce |